# میرنی (شهرستان لوکتفسکی، سرزمین آلتای)
میرنی (به لاتین: Mirny) یک منطقهٔ مسکونی در روسیه است که در سرزمین آلتای واقع شده‌است.